# Liste der Bodendenkmäler in Weidhausen bei Coburg
Auf dieser Seite sind die Bodendenkmäler in der oberfränkischen Gemeinde Weidhausen bei Coburg zusammengestellt. Diese Tabelle ist eine Teilliste der Liste der Bodendenkmäler in Bayern. Grundlage ist die Bayerische Denkmalliste, die auf Basis des Bayerischen Denkmalschutzgesetzes vom 1. Oktober 1973 erstmals erstellt wurde und seither durch das Bayerische Landesamt für Denkmalpflege geführt wird. Die folgenden Angaben ersetzen nicht die rechtsverbindliche Auskunft der Denkmalschutzbehörde.

## Bodendenkmäler der Gemeinde Weidhausen bei Coburg

### Bodendenkmäler in der Gemarkung Neuensorg
| Lage                 | Objekt                                                | Akten-Nr.     | Bild |
| -------------------- | ----------------------------------------------------- | ------------- | ---- |
| Neuensorg (Standort) | Siedlung der Hallstattzeit und der frühen Latènezeit. | D-4-5732-0049 |      |
| Neuensorg (Standort) | Siedlung vorgeschichtlicher Zeitstellung.             | D-4-5832-0027 |      |
| Neuensorg (Standort) | Siedlung vorgeschichtlicher Zeitstellung.             | D-4-5832-0028 |      |

### Bodendenkmäler in der Gemarkung Trübenbach
| Lage                  | Objekt | Akten-Nr.     | Bild |
| --------------------- | --- | ------------- | ---- |
| Trübenbach (Standort) | Landwehr des späten Mittelalters oder der frühen Neuzeit. Siehe auch: Landwehr                                                      | D-4-5732-0025 |      |
| Trübenbach (Standort) | Fundamente vermutlich eines Wachturmes des späten Mittelalters und der frühen Neuzeit im Zusammenhang mit der Sächsischen Landwehr. | D-4-5832-0239 |      |

### Bodendenkmäler in der Gemarkung Weidhausen b.Coburg
| Lage                           | Objekt | Akten-Nr.     | Bild |
| ------------------------------ | --- | ------------- | ---- |
| Weidhausen b.Coburg (Standort) | Freilandstation des Mesolithikums.                                                                                           | D-4-5732-0024 |      |
| Weidhausen b.Coburg (Standort) | Befunde des Mittelalters und der frühen Neuzeit im Bereich der Evangelisch-Lutherischen Pfarrkirche von Weidhausen b.Coburg. | D-4-5732-0104 |      |
| Weidhausen b.Coburg (Standort) | Freilandstation des Jungpaläolithikums sowie Verhüttungsplatz vor- und frühgeschichtlicher Zeitstellung.                     | D-4-5832-0002 |      |